# صاروخ باليستي يطلق من الجو

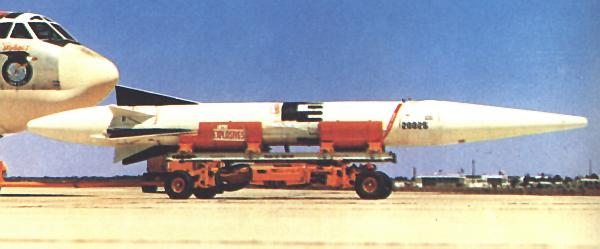
صاروخ غام-87 سكايبولت

الصاروخ الباليستي الذي يطلق من الجو هو صاروخ باليستي يطلق من قاذفة طائرة يمكن لها إطلاقه من الجو على أهداف بعيدة جدا عن الهدف مما يسمح لها بالبقاء خارج نطاق الأسلحة الدفاعية مثل الصواريخ المضادة للطائرات والطائرات الاعتراضية. يكون الصاروخ، بعد إطلاقه، في مأمن من اعتراضه. هذا المزيج من الميزات يبقي للقاذفة الاستراتيجية القدرة على الردع في حالات الضربة الثانية في عصر قللت مضادات الطائرات من قدرات قاذفات القنابل التقليدية.

## غام-87 سكايبولت
نظام غام-87 المعروف بسكايبولت هو نظام بالستي صممته القوات الجوية للولايات المتحدة ليطلق من قاذفات بي-52 ستراتوفورتريس  وأفرو فولكان. تم إلغاء البرنامج  عام 1962 بسبب الصعوبات التقنية والتكاليف المتصاعدة.بقي تركيز الولايات المتحدة و المملكة المتحدة على أنظمة يو جي إم-27 بولاريس وعلى أنظمة إطلاق الصواريخ البالستية من الغواصات.

## كينجال (روسيا)
كُشف النقاب عن الصاروخ الباليستي كينجال في 11 مارس 2018، ويتميز هذا الصاروخ بسرعة تصل لعشرة أضعاف سرعة الصوت. ويصل مداه إلى 2000 كلم. اختبر الصاروخ لأول مرة بإطلاقه من الطائرة الاعتراضية ميج-31.

## صواريخ التدريب
يستخدم نظام الصواريخ الإسرائيلي سبارو للتدريب وتجربة فعالية صواريخ ارو.

## للاستزادة
- صاروخ باليستي
- صاروخ مضاد للسفن
- صاروخ مضاد للإشعاعات
- صاروخ باليستي عابر للقارات